# Battaglie del Wadi al-Qura
Sotto il nome di Battaglie del Wādī al-Qurā sono ricordati tre distinti fatti d'arme del primo Islam, svoltisi nella fase immediatamente precedente la conquista della Mecca (Fatḥ Makka) del 630, che spalancò la strada all'assoggettamento a Medina e al profeta Maometto della regione araba del Ḥijāz.

## Prima battaglia del Wādī al-Qurā (627)
La prima battaglia del Wādī al-Qurā ebbe luogo nel 627 (nel settimo mese lunare dell'anno 6 del calendario islamico) e fu condotta dal figlio adottivo di Maometto, Zayd b. Ḥāritha. · 
La battaglia va quindi classificata tra le saraya islamiche.
Il Wādī al-Qurā era un'oasi a circa 11 chilometri da Medina. Zayd si mosse con 12 guerrieri per esplorare la località e sorvegliare i movimenti dei Banū Fazāra - parte dei B. Dhubyān, a loro volta appartenenti ai B. Ghaṭafān -, ostili a Maometto.
Tuttavia gli abitanti dell'oasi tesero un'imboscata notturna ai musulmani e a fatica lo stesso Zayd, ferito, riuscì a mettersi in salvo, lasciando sul campo 9 dei suoi compagni..

## Seconda battaglia del Wādī al-Qurā (ottobre 628)
La Seconda battaglia del Wādī al-Qurā ebbe luogo nell'ottobre del 628 (Jumādā II dell'anno 6 del calendario islamico)
L'azione fu condotta da Zayd ibn Ḥāritha, che aveva giurato di non avere più rapporti sessuali con la moglie fin quando non avesse vendicato l'onta della sconfitta subita nella prima battaglia del 627. Questa volta ebbe pieno successo e furono uccisi ben 30 cavalieri nemici, incluso il capo del gruppo di guerrieri, una donna di età avanzata che comandava la tribù: Umm Qirfa.
Anche la Seconda battaglia del Wādī al-Qurā va quindi classificata tra le sarāya islamiche.
Zayd prese prigioniere Umm Qirfa e sua figlia, donandole a Maometto. Questi, a sua volta, le consegnò ai meccani in cambio di alcuni prigionieri musulmani in loro possesso.

## Terza battaglia del Wādī al-Qurā (giugno 628)
La Terza battaglia del Wādī al-Qurā avvenne nel giugno del 628 (2º mese dell'anno 7 del calendario islamico).
Tale battaglia fu del tutto indipendente dalle precedenti e fu motivata dall'intento di Maometto di conquistare l'oasi, in cui esisteva un folto e ricco insediamento ebraico. Vista la partecipazione del Profeta allo scontro, essa va quindi classificata tra le maghāzī,
La battaglia ebbe luogo dopo la conquista di Khaybar e quella, di poco precedente, di Fadak (628).

Maometto mobilitò le proprie forze e le divise in tre raggruppamenti, con quattro vessilli affidati a Saʿd b. ʿUbāda, al-Ḥubāb b. Mundhir, ʿAbbād b. Bishr e a Saḥl b. Ḥunayf. Prima dello scontro, egli invitò (come prescritto dal diritto bellico islamico) i nemici ad abbracciare l'Islam: proposta che fu sdegnosamente ignorata.
Pertanto il Profeta pose l'assedio all'insediamento ebraico e i difensori resistettero per 1 o 2 giorni prima di arrendersi, nei termini precedentemente esperiti nel corso della azioni belliche contro Khaybar e Fadak.
Il primo campione ebraico uscì dai propri ranghi ma fu ucciso da Zubayr. Il secondo dei loro campioni subì la medesima sorte per mano di Abū Dujāna, mentre un terzo fu ucciso da ʿAlī. In tal modo furono uccisi 11 ebrei e lo sfavorevole scontro comportò la resa dei difensori dell'oasi.
Il loro territorio fu quindi occupato e un ampio bottino fu incamerato dai vincitori.
 Maometto rimase nel Wādī al-Qurā per 4 giorni, distribuendo la preda bellica tra i suoi guerrieri. Con gli abitanti dell'oasi sottoscrisse un accordo, in base al quale gli ebrei sarebbero rimasti nell'oasi, ma in affitto (maʿāmala).